# بیل لوتون
بیل لوتون (انگلیسی: Bill Lawton; ۴ ژوئن ۱۹۲۰ – ۱۴ اوت ۲۰۰۸) بازیکن کریکت اهل بریتانیا بود.